# 順單于 (登)
登（？—12年），挛鞮氏，被王莽立為順單于，烏累若鞮單于的儿子，是新朝時期匈奴單于。

## 生平
他和父亲在公元11年被王莽诱骗至中原，王莽拜咸为孝单于，拜他哥哥助为顺单于，赐黄金五百斤；以期对抗当时匈奴的大单于烏珠留若鞮單于。派人将助、登送至常安作为人质。不久助病逝，再立登为顺单于。当时，烏珠留若鞮單于屡次派兵侵犯边疆，王莽问来将是谁，都说是咸的儿子角。王莽大怒，于12年，在常安西市将登处斩。